# Achar (cratera)
Achar é uma cratera marciana. Tem como característica 5.36 quilômetros de diâmetro. Deve o seu nome a uma vila homônima situada no Uruguai.